# Stemshaug
Stemshaug är en kyrkby i Aure kommun i Møre og Romsdal fylke i västra Norge. Byn ligger vid fylkesväg 6192, på den södra sidan av Torsetsundet. Här finns Stemshaugs kyrka.
Byn har tidigare utgjort centralort i dåvarande Stemshaugs kommun.

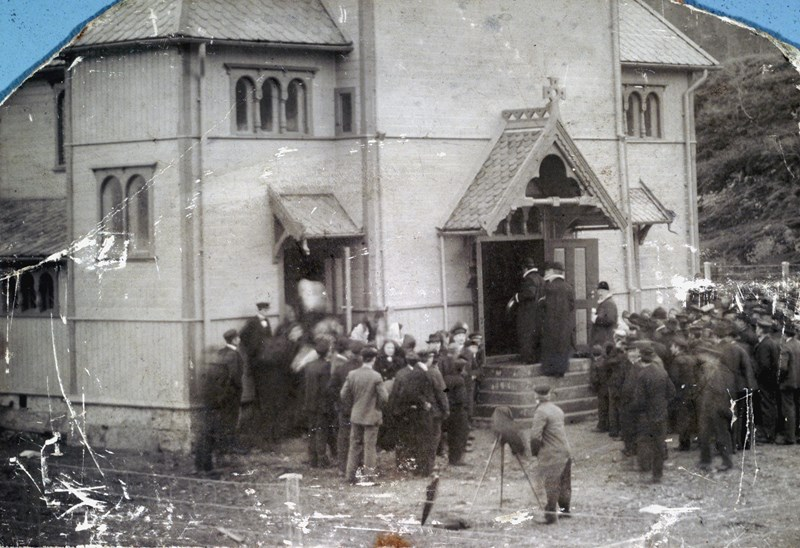
Invigning av Stemshaugs kyrka 1908.